# Иран на летних Олимпийских играх 1992
Иран принимал участие в Летних Олимпийских играх 1992 года в Барселоне (Испания) в одиннадцатый раз за свою историю, и завоевал одну серебряную и две бронзовые медали.

## Медалисты
| Медаль  | Спортсмен          | Вид спорта | Дисциплина                        |
| ------- | ------------------ | ---------- | --------------------------------- |
| Серебро | Аскари Мохаммадиан | Борьба     | Мужчины, вольная борьба, до 62 кг |
| Бронза  | Амир Реза Хадем    | Борьба     | Мужчины, вольная борьба, до 74 кг |
| Бронза  | Расул Хадем        | Борьба     | Мужчины, вольная борьба, до 82 кг |